# José Antonio Rodríguez Romero
José Antonio Rodríguez Romero (* 4. Juli 1992 in Guadalajara, Jalisco) ist ein mexikanischer Fußballspieler auf der Position des Torwarts. 

## Laufbahn
Rodríguez Romero begann seine Laufbahn im Nachwuchsbereich des Club Deportivo Guadalajara, in dessen U-17-Mannschaft er erstmals am 3. Juli 2008 zum Einsatz kam. Seinen ersten Profivertrag erhielt er 2011, wurde aber in seiner ersten Spielzeit als Profi an den Zweitligisten Tiburones Rojos Veracruz ausgeliehen.
Während seiner Zeit bei den Tiburones Rojos gewann er mit der mexikanischen U-23-Auswahlmannschaft im Oktober 2011 das im Rahmen der Panamerikanischen Spiele im heimischen Estadio Omnilife ausgetragene Fußballturnier und am 1. Juni 2012 erstmals für Mexiko das prestigeträchtige Turnier von Toulon. Bei dem olympischen Fußballturnier 2012 gehörte er dem mexikanischen Siegerkader an, kam jedoch zu keinem Einsatz. 
Seit der Saison 2012/13 steht Rodríguez im Kader des Club Deportivo Guadalajara und kam für die Chivasi erstmals am 5. April 2013 in einem Auswärtsspiel bei den Jaguares de Chiapas, das 2:3 verloren wurde, in der mexikanischen Primera División zum Einsatz. 
Seit der Clausura 2014 war Rodríguez Stammtorhüter seines Vereins, wenngleich er diese Position in der Clausura 2015 vorübergehend noch einmal an seinen Amtsvorgänger Luis Ernesto Michel verloren hatte. In der Apertura 2015 gehörte er zum Kader der Mannschaft, die die Copa México gewann. Als er seinen Stammplatz erneut verloren hatte, wurde er unter anderem an die Ligakonkurrenten Club León und Club Tijuana ausgeliehen, bei denen er jedoch keinen einzigen Einsatz absolvierte. Erst nach einer Leihe an die Lobos de la BUAP, bei denen er regelmäßig eingesetzt wurde, kam er nach seiner Rückkehr zu Guadalajara zu weiteren 45 Einsätzen für Chivas.

## Erfolge
- Mexikanischer Pokalsieger: Apertura 2015